# Peñaranda de Bracamonte
Peñaranda de Bracamonte is een gemeente in de Spaanse provincie Salamanca in de regio Castilië en León met een oppervlakte van 22,96 km². Peñaranda de Bracamonte telt 6.471 inwoners (1 januari 2016).

## Demografische ontwikkeling
Bron: INE, 1857-2011: volkstellingen